# Liste der Naturdenkmale in Birkenfeld
Die Liste der Naturdenkmale in Birkenfeld nennt die im Gemeindegebiet von Birkenfeld ausgewiesenen Naturdenkmale (Stand 15. Juli 2013).

## Naturdenkmale
| Nr.         | Bezeichnung                    | Lage                                                | Beschreibung                                | Bild                                    |
| ----------- | ------------------------------ | --------------------------------------------------- | ------------------------------------------- | --------------------------------------- |
| ND-7134-395 | Alte Eiche                     | nordöstlich des Ortes; Abteilung Klopp südlich Lage | Quercus sp.; ca. 20 m hoch, um 1550 gekeimt | Direkt Bild zu diesem Denkmal hochladen |
| ND-7134-396 | Sechs Eichen                   | südlich des Ortes; Abteilung Igelshorn Lage         | Quercus sp., sechs Bäume                    | Direkt Bild zu diesem Denkmal hochladen |
| ND-7134-397 | Eiche                          | südlich des Ortes; Abteilung Ruhbäsch Lage          | Quercus sp.                                 | Direkt Bild zu diesem Denkmal hochladen |
| ND-7134-417 | Alte Linde                     | Hauptstraße, hinter Nr. 8 Lage                      | Tilia sp.                                   | Direkt Bild zu diesem Denkmal hochladen |
| ND-7134-456 | Lindenallee Schneewiesenstraße | Schneewiesenstraße Lage                             | Tilia sp.                                   | Direkt Bild zu diesem Denkmal hochladen |